# Sonorização
Sonorização é o reforço de som para que um evento dependente da produção de som (como uma palestra ou uma apresentação musical) possa ser assistido por uma massa de espectadores que, pelo tamanho ou quantidade de pessoas, não conseguiria ouvir o evento.
A palavra aplica-se também a ambientes, ao cinema, à televisão e ao rádio.

## Som no cinema
A sonorização é parte fundamental de um filme mesmo antes do cinema falado. Até 1926, as sessões de cinema eram acompanhadas por música ao vivo, geralmente executadas por piano, órgão ou até mesmo por orquestras.
O Cantor de Jazz, de 1927, foi o primeiro filme sonoro a ser lançado, mas na época o som ainda era gravado em disco. Após, a técnica foi sendo aperfeiçoada, passando a existir gravação simultânea entre imagem e som sincronizado, gravado numa faixa lateral que acompanhava os fotogramas. A seguir, foi desenvolvido um sistema que permitia gravar o som sincronizado com as imagens, em uma película separada daquela que registrava essas imagens.
Atualmente, com a criação dos sistemas de som digitais, os estúdios de som fazem mixagem de até seis bandas de som para acompanhamento das imagens, possibilitando uma qualidade sonora extremamente realista.

## Som ao vivo
A sonorização de shows, apresentações artísticas ou mesmo eventos sociais ou corporativos que necessitem um reforço sonoro contam com o apoio de sistema de sonorização, no qual se amplifica o som de instrumentos, acústicos ou elétricos.
Existem diversos tipos de sistemas de sonorização, que normalmente são dimensionados de acordo com o orçamento disponível, solicitação do artista ou contratante, ou, que seria a forma mais correta, pela definição de um profissional da área, neste caso, o Engenheiro de Som.